# Krasnoïe Selo
Krasnoïe Selo (en russe : Красное Село, littéralement « village rouge») est une ville placée sous la juridiction de Saint-Pétersbourg, en Russie. Sa population s'élevait à 45 631 habitants en 2013.

## Géographie
Krasnoïe Selo est située au sud-ouest du centre de la ville.

## Histoire
Krasnoïe Selo est fondée au début du XVIIIe siècle. En 1784, elle possède une papeterie près de la route menant à Saint-Pétersbourg. Au cours du XIXe siècle, sa situation au sud de Saint-Pétersbourg lui permet de se développer comme ville de villégiature pour la capitale avec la construction de nombreuses datchas et villas, en particulier les résidences d'été des tsars.
Krasnoïe Selo obtient le statut de ville en 1925, avant de passer, en 1973, sous la juridiction de la ville de Léningrad.

## Population
Recensements (*) ou estimations de la population
| 1897* | 1920  | 1923  | 1926* | 1937*  |
| ----- | ----- | ----- | ----- | ------ |
| 3 126 | 5 252 | 5 710 | 6 743 | 10 704 |

| 1939*  | 1943  | 1945  | 1949  | 1959*  |
| ------ | ----- | ----- | ----- | ------ |
| 12 654 | 3 439 | 2 295 | 6 564 | 16 286 |

| 1970*  | 2002*  | 2010*  | 2012   | 2013   |
| ------ | ------ | ------ | ------ | ------ |
| 27 208 | 44 081 | 44 485 | 45 015 | 45 631 |

| 2014   | 2015   | 2016   | 2017   | 2018   |
| ------ | ------ | ------ | ------ | ------ |
| 50 251 | 52 573 | 54 422 | 55 550 | 56 758 |

| 2019   | 2020   | 2021   | 2023   | - |
| ------ | ------ | ------ | ------ | - |
| 58 110 | 59 066 | 56 533 | 58 652 | - |